# Девильде, Николя
Николя Эймерик Девильде (фр. Nicolas Aymeric Devilder; родился 25 марта 1980 года в Даксе, Франция) — французский профессиональный теннисист.

## Общая информация
Начал играть в теннис в возрасте 8 лет. Его отец Тьерри — архитектор, мать Бернадетт — декоратор домов; есть младший брат (Бертран) и старшая сестра (Кэрол).
Увлекается катанием на зимних и водных лыжах. Кумир детства — Марсело Риос.

## Спортивная карьера
Профессиональную карьеру начал в 2000 году, тогда же первый раз вышел в финал одиночного турнира серии «фьючерс». В июле 2002 года он выиграл первый одиночный турнир данной серии. Следующий «фьючерс» ему покоряется в апреле 2004 года. Тогда же он дебютирует в туре ATP. Произошло это на турнире серии Мастерс в Монте-Карло. Там он смог выйти во второй раунд, обыграв Горана Иванишевича 4-6, 6-2, 6-2.
В январе 2005 года сыграл на турнире в Ченнаи, где в первом раунде переиграл Маркоса Багдатиса 6-4, 6-7(10), 7-6(5). Ещё раз до второго раунда он добрался в феврале того же сезона на турнире в Акапулько, переиграв Хосе Акасусо, но уступив дальше № 12 мирового рейтинга Гильермо Каньясу. В мае в парном разряде дебютировал на турнире из серии Большого шлема Открытом чемпионате Франции. В августе 2005 года выигрывает первый одиночный турнир из серии «челленджер» в испанской Памплоне.
Уже в следующем 2006 году выиграл уже четыре турнира «челленджер». В 2007 году наконец-то попадает в первую сотню одиночного рейтинга ATP. В феврале 2007 года впервые вышел в четвертьфинал турнира ATP. Произошло это на турнире в Буэнос-Айресе, где в одном из встреч он обыграл Хуана Карлоса Ферреро 1-6, 7-6(2), 6-0. В апреле также до четвертьфинала он добрался в Мюнхене. В 2008 году на Открытом чемпионате Франции дошёл до второго раунда где сыграл против Рафаэля Надаля и проиграл ему. В 2008 году Девильде выиграл три «челленджера» и вышел в четвертьфинал турнира в Кицбюэле. В этом сезоне он достиг высшего в карьере одиночного рейтинга 60-е место и выиграл парный титул на турнире ATP в Бухаресте вместе с Полем-Анри Матьё.
В 2009 году, выступая в основном в турнирах ATP-тура, не может преодолеть первых раундов и выступает только первую половину сезона. Возвращается Девильде в 2010 году. В октябре он вновь смог дойти до четвертьфинала в Палермо. В 2012 году он впервые вышел в третий раунд турнира серии Большого шлема. На Открытом чемпионате Франции он выиграл Филиппа Краиновича и Михаэля Беррера. В третьем раунде он встретился с № 1 в мире Новаком Джоковичем и легко уступил ему.

## Выступления на турнирах ATP
| Легенда                        |
| ------------------------------ |
| Турниры Большого шлема         |
| Кубок Мастерс / финал АТР-тура |
| ATP Мастерс / ATP Мастерс 1000 |
| АТР Gold / АТР 500             |
| АТР International/ АТР 250     |

### Титулы ATP (1)

#### Парный разряд (1)
| №  | Дата        | Турнир   | Покрытие | Партнёр         | Соперники в финале                   | Счёт в финале           |
| -- | ----------- | -------- | -------- | --------------- | ------------------------------------ | ----------------------- |
| 1. | 13 сен 2008 | Бухарест | Грунт    | Поль-Анри Матьё | Марцин Матковский Мариуш Фирстенберг | 7-6(4), 6-7(9), [22-20] |